# مأوای سفلی (کرمانشاه)
ماوای سفلی (کرمانشاه)، روستایی از توابع بخش مرکزی شهرستان کرمانشاه در استان کرمانشاه ایران است.

## جمعیت
این روستا در دهستان قره‌سو قرار دارد و براساس سرشماری مرکز آمار ایران در سال ۱۳۸۵، جمعیت آن ۱۳۹ نفر (۲۴خانوار) بوده‌است.